# Tordals Mose
Tordals Mose er et vådområde i Lyngby-Taarbæk Kommune der ligger ved Ermelundsstien og øst for Helsingørmotorvejen.
Det nuværende område består af en sø mod vest og en mose mod øst.
Tordals Mose var en del af oversvømmelsesanlægget i Københavns befæstning. Nogle få hundrede meter syd for Tordals Mose ligger
Garderhøjfortet.
55°46′15″N 12°31′44″Ø / 55.77083°N 12.52876°Ø